# Lost Highway (松任谷由実の曲)
『Lost Highway』（ロスト・ハイウェイ）は、松任谷由実（ユーミン）の32枚目のシングル。1999年11月3日に東芝EMIからリリースされた（TOCT-4170）。30枚目のオリジナルアルバム『Frozen Roses』に収録された。

## 解説
- 約2年ぶりに発売された、ユーミン初のマキシシングル（12cmサイズCD）。アルバム『Frozen Roses』の先行シングルとして発売。ロングブーツイラストのシングルのジャケットもアルバム同様に大橋歩が担当、プロモーションビデオも製作された。
- タイトル曲は、1999年夏に開催されたシャングリラ公演でも先行して歌われた。
- カップリング曲の「Spinning Wheel」は、1999年4月から1年間、フジテレビ系全国ネット『めざましテレビ』テーマソング[2]。アルバム発売の半年以上前から放送されたため、番組には問い合わせが殺到した。この番組の中でユーミンは当時、同番組において「松任谷由実選集五七五」コーナーにレギュラー出演していた。
- オリコンチャートの登場週数は3週[3]、チャート最高順位は週間20位、累計2.6万枚のセールスを記録した[1]。

## 収録曲
1. Lost Highway
2. Spinning Wheel

作詞・作曲：松任谷由実　編曲：松任谷正隆、川口講一（#1）

## 参加ミュージシャン
- キーボード＆プログラミング : 松任谷正隆
- シンセサイザー・プログラミング : 北城浩志
- ドラムス : John Robinson（#1）、Russ Kunkel（#2）
- ベース : Neil Stubenhaus（#1）、Leland Sklar（#2）
- エレクトリック・ギター : Michael Landau（#1）、Dean Parks（#2）
- アコースティック・ギター : Dean Parks（#2）
- ヴァイオリン ：Mario De Leon（#1）、Armen Garabedian（#1）、John Writtenberg（#1）、Sid Page（#1）、Harris Goldman（#1）、Peter Kent（#1）、Brian Leonald（#1）、Robert Peterson（#1）、Rachel Purkin（#1）、Haim Shtrum（#1）
- ヴィオラ ：Matthew Funes（#1）、Denyse Buffum（#1）、Ralph Fielding（#1）、Liene Novog（#1）
- チェロ : Larry Corbett（#1）、Suzie Katayama（#1）、Paul Hochhatter（#1）、Christina Soule（#1）
- パーカッション : Michael Fisher（#2）
- コーラス : 松任谷由実